# Liang Zhongran
Liang Zhongran (梁仲然S, Liáng ZhòngránP, trascritto anche Leong Chong In; Macao, 25 maggio 1980) è un calciatore macaense, di ruolo attaccante.

## Carriera

### Club
Ha giocato nella prima divisione di Macao.

### Nazionale
Ha giocato nella nazionale di Macao.